# Concejo de ciudad
Un concejo de ciudad, concejo de población, junta de población o junta de concejales es el cuerpo legislativo que gobierna una ciudad, pueblo, municipio o área de gobierno local. 

## Australia
Debido a las diferencias en la legislación entre los estados, la definición exacta de un concejo de ciudad varía. Sin embargo, generalmente solo las áreas del gobierno local a las que se les ha otorgado específicamente el estatus de ciudad (generalmente en base de la población) tienen derecho a referirse a sí mismas como ciudades. El título oficial es "Corporación de la Ciudad de ______" (en inglés: Corporation of the City of ____) o similar. 
Algunas de las áreas urbanas de Australia están gobernadas principalmente por una sola entidad (véase Brisbane y otras ciudades de Queensland), mientras que otras pueden estar controladas por una multitud de concejos de ciudad mucho más pequeños. Además, algunas áreas urbanas importantes pueden estar bajo la jurisdicción de otros gobiernos locales rurales. Las realineaciones periódicas de los límites intentan racionalizar estas situaciones y ajustar el despliegue de bienes y recursos. 

## Irlanda
La Ley de Gobierno Local de 2001 rediseñó los cinco condados de Dublín, Cork, Galway, Waterford y Limerick como concejos de ciudad, con el mismo estatuto legal que los concejos de condado. La Ley de Gobierno Local de 2014 fusionó la ciudad de Limerick y el concejo del condado de Limerick y la ciudad de Waterford y el concejo del condado de Waterford juntos aboliendo efectivamente el concejo de la ciudad de Waterford y Limerick, mientras que Limerick y Waterford mantienen el estatus de la ciudad. 

## Malasia
Los concejos de ciudad (en malayo: Majlis Bandaraya) y ayuntamientos (en malayo: Dewan Bandaraya) en Malasia son los siguientes.
- Concejo de ciudad de Alor Setar
- Concejo de ciudad de Ipoh
- Concejo de ciudad de Iskandar Puteri
- Concejo de ciudad de Johor Bahru
- Concejo de ciudad de Kota Kinabalu
- Concejo de ciudad de Kuala Lumpur
- Concejo de ciudad de Kuala Terengganu
- Concejo de ciudad de Kuching North
- Concejo de ciudad de Kuching Sur
- Concejo de ciudad de Melaka
- Concejo de ciudad de Miri
- Concejo de ciudad de la isla de Penang
- Concejo de ciudad de Petaling Jaya
- Concejo de ciudad de Shah Alam

## Nueva Zelanda
Los concejos locales en Nueva Zelanda varían en estructura, pero son supervisados por la asociación gubernamental Gobierno Local Nueva Zelanda. Durante muchas décadas hasta las reformas del gobierno local de 1989, una ciudad con más de 20,000 personas podría ser proclamada ciudad. Los límites de los concejos tendían a seguir el borde del área urbanizada, por lo que se hizo poca distinción entre el área urbana y el área del gobierno local. 
Los acuerdos estructurales del gobierno local de Nueva Zelanda fueron reformados significativamente por la Comisión del Gobierno Local en 1989 cuando aproximadamente 700 concejos y organismos con fines especiales se fusionaron para crear 87 nuevas autoridades locales. 
Como resultado, el término "ciudad" comenzó a tomar dos significados. 
La palabra "ciudad" se usó en un sentido menos formal para describir las principales áreas urbanas independientes de los límites locales del cuerpo. Este uso informal está celosamente guardado. Gisborne, por ejemplo, se describió rotundamente como la primera ciudad del mundo en ver el nuevo milenio. Gisborne es administrado por un concejo de distrito, pero su condición de ciudad generalmente no se disputa. 
Según la ley actual, la población mínima para una nueva ciudad es de 50,000. 

## Taiwán

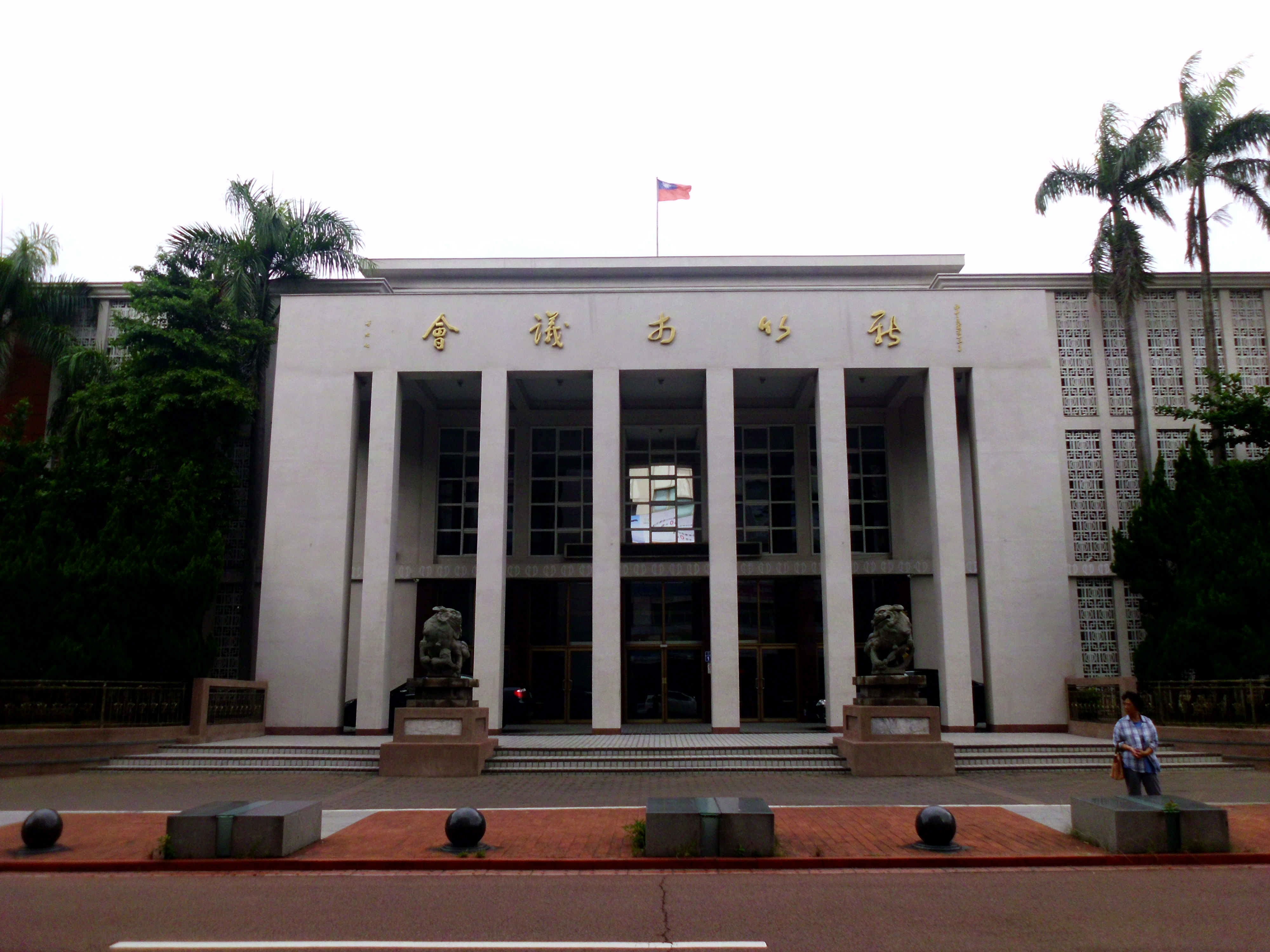
Edificio del concejo de ciudad de Hsinchu

En la República de China, un concejo de ciudad representa una ciudad provincial. Los miembros de los concejos son elegidos a través de elecciones locales para ciudades provinciales que se llevan a cabo cada 4–5 años. 
Los concejos para las ciudades provinciales en Taiwán son el concejo de ciudad de Chiayi, el concejo de ciudad de Hsinchu y el concejo de ciudad de Keelung. 

## Reino Unido
En el Reino Unido, no todas las ciudades tienen concejos de ciudad, y el estatus y las funciones de los concejos varían. 

### Inglaterra
Un concejo de ciudad puede ser: 
- El concejo de un distrito metropolitano al que se le ha otorgado el estatus de ciudad.
- El concejo de un distrito no metropolitano al que se le ha otorgado el estatus de ciudad. Algunos de estos concejos son autoridades unitarias y algunos comparten funciones con los concejos de condado.
- Un concejo parroquial al que se le ha otorgado el estatus de ciudad. Estos concejos tienen funciones limitadas.
- El concejo de un borough de Londres al que se le ha otorgado el estatus de ciudad (del cual solo hay un ejemplo: el concejo de ciudad de Westminster), o la Corporación de la ciudad de Londres.

### Gales
Un concejo de ciudad puede ser: 
- Uno de los tres concejos de las áreas principales principales a las que se les ha otorgado el estatus de ciudad.
- Uno de los tres concejos comunitarios, con funciones limitadas, a los que se les ha otorgado el estatus de ciudad.

### Escocia
Un concejo de ciudad es el concejo de una de las cuatro áreas del concejo designadas como Ciudad por el Gobierno Local, etc. (Escocia) Ley de 1994 . 
Las tres ciudades que no son áreas del concejo no tienen concejo de ciudad. 

### Irlanda del Norte
El concejo de ciudad de Belfast es ahora el único concejo de ciudad. Desde las reformas del gobierno local de 2015, las otras cuatro ciudades forman parte de distritos más amplios y no tienen sus propios concejos. 

## Estados Unidos y Canadá

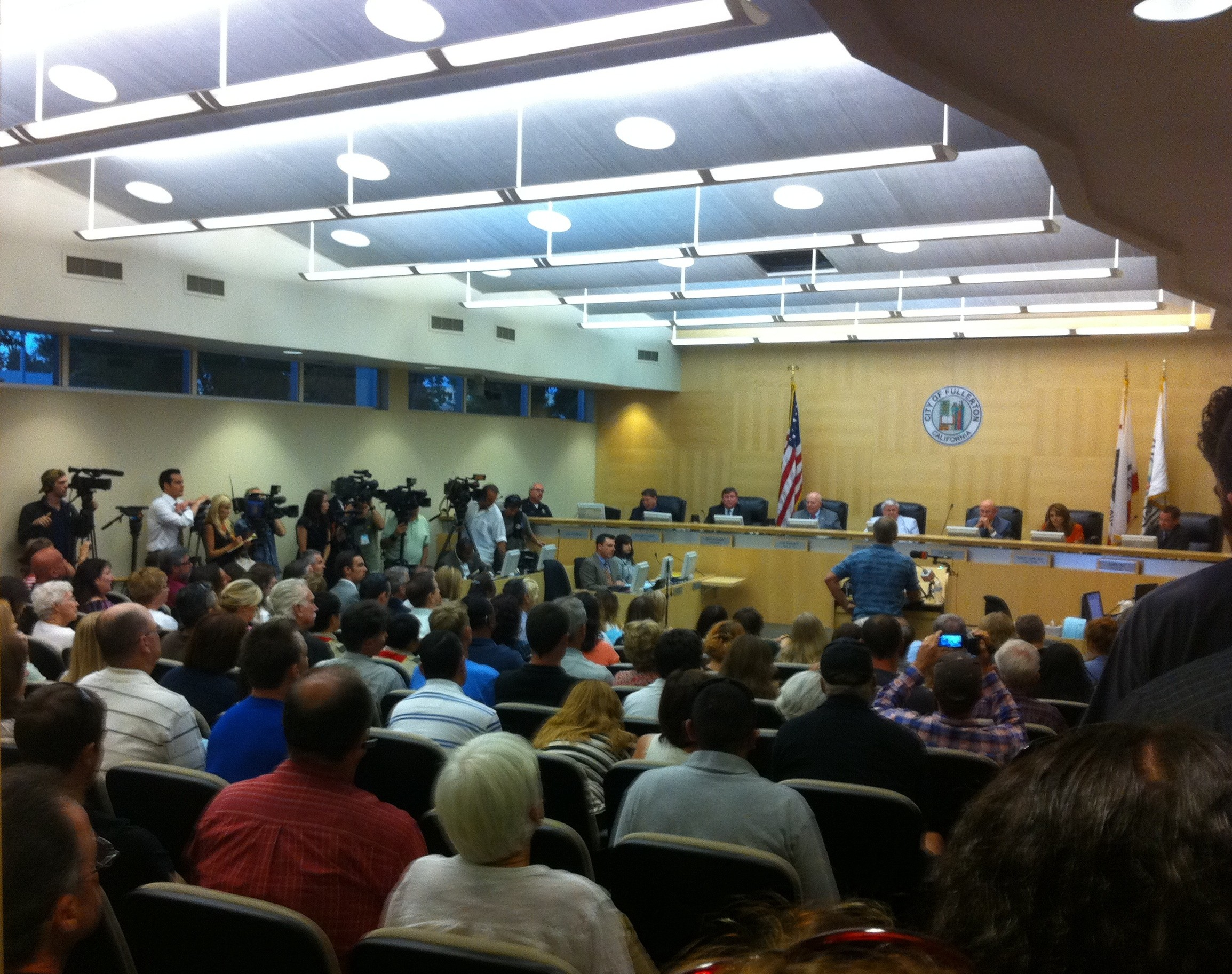
Las cámaras de un concejo de ciudad en Fullerton, California

Los concejos de ciudad y las juntas de ciudad generalmente consisten en varios (entre 5 y 50) concejales elegidos. En los Estados Unidos, los miembros de los ayuntamientos se suelen llamar miembro del concejo, hombre del concejo, mujer del concejo, concejal o concejala, mientras que en Canadá se les suele llamar concejal (en inglés: Councillor). 
En algunas ciudades, el alcalde es un miembro con derecho a voto del concejo que sirve como presidente (en inglés: chairman / chairwoman); en otros, el alcalde es el director ejecutivo (en inglés: chief executive) independiente de la ciudad (o alcalde fuerte (en inglés: strong mayor)) con poder de veto sobre la legislación del concejo. En las ciudades más grandes, el concejo también puede elegir otros puestos ejecutivos, como un presidente del concejo y speaker. 
El concejo generalmente funciona como un cuerpo legislativo de estilo parlamentario o de congreso, proponiendo proyectos de ley, celebrando votos y aprobando leyes para ayudar a gobernar la ciudad. 
El papel del alcalde en el concejo varía dependiendo de si la ciudad utiliza o no el gobierno del concejo-administrador o el de alcalde-concejo, y según la naturaleza de la autoridad legal que le otorga la ley estatal, el estatuto de la ciudad o las ordenanzas municipales. 
También hay un miembro del concejo que rige como alcalde pro tempore. En las ciudades donde el concejo elige al alcalde por un año a la vez, el pro alcalde está en línea para convertirse en alcalde el próximo año. En las ciudades donde el alcalde es elegido por los votantes de la ciudad, el alcalde interino sirve como alcalde interino en ausencia del alcalde. Esta posición también se conoce como vicealcalde. 
En algunas ciudades se usa un nombre diferente para la legislatura municipal. En San Francisco, por ejemplo, se le conoce como la Junta de Supervisores; San Francisco es una ciudad-condado consolidada y la constitución de California requiere que cada condado tenga una Junta de supervisores. 

## Bicameralismo
Los concejos de ciudad bicamerales eran comunes en los Estados Unidos hasta el siglo XX, cuando muchos fueron abolidos con fines de reducción de costos y reemplazados por legislaturas unicamerales. Por lo general, los ayuntamientos bicamerales se dividían en concejos comunes (en inglés: Common Councils) y juntas de concejales (en inglés: Board of Aldermen), para reflejar la estructura de las legislaturas federales y estatales. La ciudad de Everett, Massachusetts, fue la última en abolir su propio concejo municipal bicameral (una Junta de Concejales de siete miembros y un concejo Común de 18 miembros) y reemplazarlo por un concejo de ciudad de 11 miembros, con un referéndum del 8 de noviembre de 2011 que entró en vigencia en 2014. 
Ejemplos incluyen: 
- El Concejo de la Ciudad de Filadelfia fue bicameral de 1789 a 1919, cuando incluyó un concejo Común de 149 miembros y un concejo Selecto de 41 miembros, lo que la convirtió en la legislatura municipal más grande de los Estados Unidos.
- Concejo de la Ciudad de Worcester - Junta de concejales de 11 miembros; concejo Común de 30 miembros (1848–1948)
- Concejo de la Ciudad de Seattle - Junta de concejales de nueve miembros; Cámara de delegados de 16 miembros (1890-1896)
- Concejo de la Ciudad de Nueva York: un acuerdo cuasi bicameral de la Junta de Estimación de la Ciudad de Nueva York y el Concejo de la Ciudad hasta la abolición de la junta en 1989
- Junta de concejales de la ciudad de St. Louis - (1877–1915)